# هيلين برايت كلارك
هيلين برايت كلارك (بالإنجليزية: Helen Bright Clark)‏ (1840-1927) هي ناشطة حقوق بريطانية، وناشطة في حق المرأة في الاقتراع، وابنة عضو راديكالي في البرلمان، وكانت متحدثة بارزة في حق المرأة في التصويت، وفي بعض الأحيان واقعية سياسية، وكانت بمثابة الدعامة الأساسية لحركة الاقتراع في القرن التاسع عشر، في جنوب غرب إنجلترا. تعَد كلارك ليبرالية بما للكلمة من معنى، فقد ساعدت على التقدم نحو الأخوّة الإنسانية العالمية، من خلال أنشطتها في المنظمات، التي ساعدت من كانوا عبيدًا في السابق، والشعوب الأصلية.

## النشأة
ولدت كلارك في عام 1840، باسم هيلين بريستمان برايت في روتشديل، في لانكشاير، في إنجلترا، وكان والداها من الكويكرز، وهما إليزابيث بريستمان برايت، وعضو المجلس الخاص للمملكة المتحدة رجل الدولة جون برايت. سرعان ما مرضت والدة كلارك، ثم توفيت بالسل في سبتمبر عام 1841. حلت أخت جون برايت -بريسيلا برايت- محل الأم، وهي التي دُعيت لاحقا بريسيلا برايت ماكلارين، وقد أدت دورًا مؤثرًا في تربية كلارك. تزوج والد كلارك بعد ست سنوات من وفاة والدتها، وأنجب سبعة أطفال آخرين، من بينهم جون ألبرت برايت، ووليام ليثام برايت.
ارتادت كلارك مدرسة كويكر في ساوثبورت بوصفها هيلين، تحت وصاية هانا واليس، وكانت هذه المدرسة نفسها التي ارتادتها عمتها بريسيلا بموجب تعليمات أم واليس. أنجبت العمة بريسيلا، هيلين بريسيلا ماكلارين، في عام 1851.

## حق النساء في الاقتراع
احتفظ آل برايت في منزلهم بنسخ المقالات التي كتبها جون ستيوارت مل والشابة هيلين برايت، التي أصبحت مهتمة بشكل خاص في مناصرة مل بما يخص «منح النساء حق الاقتراع»، أي فكرة أن الحق في التصويت يجب أن يمتد إلى النساء. كتبت إلى ابن عمها أغنيس ماكلارين: «كم هو سخيف أن نتحدث عن القمع وفرض الضرائب، اللذين يسيران جنبًا إلى جنب، بينما نستبعد نصف السكان تمامًا من حق الانتخاب». وقعت هيلين برايت في عام 1866 على «عريضة السيدات» فيما يتعلق بحق الاقتراع الذي وزعته إليزابيث غاريت وإميلي ديفيز، كما فعلت معلمتها السابقة هانا واليس. قدم مل العريضة التي تحمل 1499 توقيعًا، إلى مجلس العموم في يونيو 1866. تزوجت هيلين برايت من ويليام ستيفنس كلارك (1839-1925) من ستريت في سومرست، في وقت لاحق من ذلك العام. كان ويليام كلارك من الكويكرز الليبراليين، وصاحب شركة سي. آند جاي. كلارك لصنع الأحذية، وفردًا في عائلة صديقة لفكرة حقوق المرأة، إذ وقّعت أخته وابنة أخته أيضًا على عريضة الاقتراع.
انضمت كلارك إلى لجنة منح المرأة حق التصويت، في 1866–1867، وكانت في عام 1870 عضوًا في جمعية مانشستر الوطنية لحق المرأة في الاقتراع. تحدثت كلارك علانية لأول مرة عام 1872، إذ ألقت محاضرة في تونتون، خلال اجتماع نظمته جمعية بريستول وغرب إنجلترا الوطنية للنساء. وتساءلت في حديثها بتهكم «في حين يعَد رقص المرأة في قاعة عامة مناسب تمامًا، لماذا يُنظر إليها على أنها تجاوزت حدودها في اللحظة التي تغامر فيها وتقف على منصة عامة للدفاع عن السلام العام والأخلاق والعدالة؟».
تحدثت كلارك في 9 مارس 1876، في قاعات فيكتوريا في كليفتون في بريستول بلهجة قوية؛ لإزالة ما يعيق تصويت النساء، ولدعم مشروع قانون برلماني لهذا الغرض قدمه السيد فورسيث. تحدث النائب جون برايت -والد كلارك- في مجلس العموم ضد مشروع القانون، قائلًا: «يبدو أن مشروع القانون يستند إلى اقتراح لا يمكن الدفاع عنه، إنه مشروع قانون يقوم على عداء مفترض بين الجنسين».

ألقت كلارك خطابًا مثيرًا في بريستول، في 23 يناير عام 1873 فيما يخص حق المرأة في الاقتراع، وطُبع لاحقًا ووُزّع على شكل كتيّب من أربع صفحات. أشارت إلى أنه نُظر إلى النضال من أجل حق المرأة في الاقتراع من قبل الكثير «على أنه ذو طابع عاطفي»، وأن «المسألة المهيمنة للسلام أو الحرب» هي في المقدمة. جادلت كلارك بأنه ينبغي أن تُدعى سلطة المرأة السياسية لمناصرة السلام والسماح للمجتمع بالمضي قدمًا. قالت في حق التصويت البرلماني:
«أعتبر هذه الحركة رمزًا عظيمًا، وكما كان التعبير الظاهري لصحوة عظيمة فكرية أخلاقية بين النساء عمومًا لا بين النساء الأكاديميات فحسب، كان بين الآلاف من النساء المتدينات والمنزليات، اللاتي تأثرن بشكل خاص بالجوانب الأخلاقية، للتأثير السياسي لجنسهن».
ظهرت كلارك في عام 1881، أمام مظاهرة برادفورد للنساء.